# 131 Vala
131 Vala este un asteroid din centura principală, descoperit pe 24 mai 1873, de Christian Peters.